# Iglesia del Santo Rosario de Aowei
La Iglesia del Santo Rosario de Aowei (en chino:  澳尾巷玫瑰圣母堂) es una iglesia católica en Fuzhou, China. Fue fundada en 1848 como una catedral por la orden de los dominicos de España.
La iglesia católica se encuentra en el centro de la avenida Chating, y es la iglesia más antigua de Fuzhou. Fue construida como una catedral en 1848 durante la dinastía Qing. El edificio está construido en el estilo Mediterráneo y su superficie es de 360 metros cuadrados.
En 1923, el trono episcopal fue trasladado a la Arquidiócesis de Fuzhou que fue la iglesia más grande de Fujian.